# Juan Diego Molina Martínez
Juan Diego Molina Martínez (San Roque, Cádiz, 5 de noviembre de 1993), deportivamente conocido como Stoichkov, es un futbolista profesional español que juega como centrocampista o delantero en el Granada C. F. de la Segunda División.

## Trayectoria
Estuvo tres años en la cantera del R. C. D. Espanyol, con el que jugó en juveniles, acumuló experiencia en Segunda División B en las filas del C. P. Cacereño. Más tarde, pasaría por la primera división de Gibraltar en las filas del Europa F. C. y por la Tercera División, en el club de su ciudad natal, el C. D. San Roque.
En las filas de la Real Balompédica Linense jugó durante dos temporadas; en el curso 2016-17 marcó 9 goles en 30 partidos y la temporada 2017-18 el gaditano anotó 10 goles en 36 partidos disputados. En julio de 2018 el R. C. D. Mallorca y la Real Balompédica Linense alcanzaron un acuerdo para su fichaje por cuatro temporadas.
El 20 de julio de 2019 se oficializó su cesión a la A. D. Alcorcón de Segunda División. En el cuadro madrileño destacó y se convirtió en una de sus referencias ofensivas. A pesar de ello, el RCD Mallorca decidió cederle al C. E. Sabadell F. C. para la temporada 2020-21. Marcó un total de 27 goles en las dos campañas y siguió jugando en la misma categoría una vez se desvinculó del R. C. D. Mallorca, firmando por tres años con la S. D. Eibar.
El 13 de marzo de 2022 anotó a los 8,7 segundos el gol más rápido de la historia de Segunda División en un triunfo ante la S. D. Amorebieta (1-0). Este fue uno de los 46 tantos que logró en la categoría con el conjunto armero.
En julio de 2024 fichó por el Deportivo Alavés. Disputó dieciséis partidos en la Primera División, en los que dio una asistencia, y el siguiente mes de enero fue traspasado al Granada C. F.

## Estadísticas

### Clubes
Actualizado a 31 de enero de 2025
| C. P. Cacereño B · España | 3.ª           | 2012-13       |     |     | — | — | — | — |     |     |      |
| C. P. Cacereño B · España | Total club    |               |     |     |   |   |   |   |     |     |      |
| C. P. Cacereño · España | 2.ªB          | 2012-13       | 2   | 0   | 0 | 0 | — | — | 2   | 0   | 0,00 |
| C. P. Cacereño · España | Total club    | Total club    | 2   | 0   | 0 | 0 | 0 | 0 | 2   | 0   | 0,00 |
| C. D. San Roque · España | 3.ª           | 2013-14       | 28  | 8   | 0 | 0 | 0 | 0 | 28  | 8   | 0,29 |
| C. D. San Roque · España | Total club    | Total club    | 28  | 8   | 0 | 0 | 0 | 0 | 28  | 8   | 0,29 |
| Europa F. C. Gibraltar | 1.ª           | 2014-15       |     |     |   |   |   |   |     |     |      |
| Europa F. C. Gibraltar | Total club    |               |     |     |   |   |   |   |     |     |      |
| C. D. San Roque · España | 3.ª           | 2013-14       | 8   | 9   | 0 | 0 | — | — | 8   | 9   | 1,12 |
| C. D. San Roque · España | 3.ª           | 2014-15       | 25  | 10  | 0 | 0 | — | — | 25  | 10  | 0,40 |
| C. D. San Roque · España | 3.ª           | 2015-16       | 24  | 16  | 0 | 0 | — | — | 24  | 16  | 0,66 |
| C. D. San Roque · España | Total club    | Total club    | 57  | 35  | 0 | 0 | 0 | 0 | 57  | 35  | 0,61 |
| Real Balompédica Linense · España | 2.ªB          | 2015-16       | 15  | 5   | 0 | 0 | — | — | 15  | 5   | 0,33 |
| Real Balompédica Linense · España | 2.ªB          | 2016-17       | 30  | 9   | 0 | 0 | — | — | 30  | 9   | 0,30 |
| Real Balompédica Linense · España | 2.ªB          | 2017-18       | 36  | 10  | 0 | 0 | — | — | 36  | 10  | 0,27 |
| Real Balompédica Linense · España | Total club    | Total club    | 81  | 24  | 0 | 0 | 0 | 0 | 81  | 24  | 0,29 |
| R. C. D. Mallorca · España | 2.ª           | 2018-19       | 17  | 3   | 3 | 0 | 0 | 0 | 20  | 3   | 0,15 |
| R. C. D. Mallorca · España | Total club    | Total club    | 17  | 3   | 3 | 0 | 0 | 0 | 20  | 3   | 0,15 |
| A. D. Alcorcón · España | 2.ª           | 2019-20       | 40  | 16  | 0 | 0 | 0 | 0 | 40  | 16  | 0,40 |
| A. D. Alcorcón · España | Total club    | Total club    | 40  | 16  | 0 | 0 | 0 | 0 | 40  | 16  | 0,40 |
| C. E. Sabadell · España | 2.ª           | 2020-21       | 37  | 11  | 1 | 0 | 0 | 0 | 38  | 12  | 0,32 |
| C. E. Sabadell · España | Total club    | Total club    | 37  | 11  | 0 | 0 | 0 | 0 | 38  | 12  | 0,32 |
| S. D. Eibar · España | 2.ª           | 2021-22       | 41  | 21  | 1 | 0 | 0 | 0 | 42  | 21  | 0,50 |
| S. D. Eibar · España | 2.ª           | 2022-23       | 43  | 13  | 1 | 0 | 0 | 0 | 44  | 13  | 0,30 |
| S. D. Eibar · España | 2.ª           | 2023-24       | 42  | 12  | 1 | 0 | 0 | 0 | 43  | 12  | 0,28 |
| S. D. Eibar · España | Total club    | Total club    | 126 | 46  | 3 | 0 | 0 | 0 | 129 | 46  | 0,36 |
| Deportivo Alavés · España | 1.ª           | 2024-25       | 16  | 0   | 1 | 0 | 0 | 0 | 17  | 0   | 0,00 |
| Deportivo Alavés · España | Total club    | Total club    | 16  | 0   | 1 | 0 | 0 | 0 | 17  | 0   | 0,00 |
| Granada C. F. · España | 2.ª           | 2024-25       | 14  | 1   |   |   |   |   | 14  | 1   | 0,50 |
| Granada C. F. · España | Total club    | Total club    | 14  | 1   | 0 | 0 | 0 | 0 | 2   | 1   | 0,50 |
| Total carrera | Total carrera | Total carrera | 420 | 145 | 7 | 0 | 0 | 0 | 427 | 145 | 0,35 |
| (1) Incluye datos de playoff de ascenso a Primera División de España (2018-19). (2) Incluye datos de la Copa del Rey (2018-19). (3) Incluye datos de la Liga de Campeones de la UEFA y Liga Europa de la UEFA y sus fases previas (2014-15). (4) Media de goles por encuentro. No incluye goles en partidos amistosos. |               |               |     |     |   |   |   |   |     |     |      |

## Palmarés

### Distinciones individuales
| Premio                            | Equipo    | Competición                | Temporada |
| --------------------------------- | --------- | -------------------------- | --------- |
| Mejor jugador del mes de octubre. | S.D.Eibar | Segunda División de España | 2021-22   |
| Mejor jugador del mes de enero.   | S.D.Eibar | Segunda División de España | 2022-23   |

## Vida personal
Es conocido como Stoichkov en honor al delantero búlgaro Hristo Stoichkov, el cual era el ídolo de su padre. Además, su padre conoció al delantero búlgaro cuando acudió a un bar que regentaba en Barcelona.